# اورکی
اورکی (به لاتین: Ureki) یک منطقهٔ مسکونی در گرجستان است که در گوریا واقع شده‌است. اورکی ۱٬۱۶۶ نفر جمعیت دارد.